# Sainte-Honorine-du-Fay
Sainte-Honorine-du-Fay ist eine französische Gemeinde mit 1.333 Einwohnern (Stand: 1. Januar 2022) im Département Calvados in der Region Normandie; sie gehört zum Arrondissement Caen und zum Kanton Évrecy.

## Geographie
Sainte-Honorine-du-Fay liegt etwa 15 Kilometer südöstlich von Caen. Umgeben wird Sainte-Honorine-du-Fay von den Nachbargemeinden Évrecy im Norden, Maizet im Osten und Nordosten, Grimbosq im Südosten, Montillières-sur-Orne mit Trois-Monts im Süden, Préaux-Bocage im Süden und Südwesten, Maisoncelles-sur-Ajon im Südwesten sowie Vacognes-Neuilly im Westen und Nordwesten.

## Bevölkerungsentwicklung
| 1962                      | 1968 | 1975 | 1982 | 1990 | 1999 | 2006 | 2013 |
| ------------------------- | ---- | ---- | ---- | ---- | ---- | ---- | ---- |
| 427                       | 495  | 644  | 927  | 1065 | 1085 | 1151 | 1323 |
| Quelle: Cassini und INSEE |      |      |      |      |      |      |      |

## Sehenswürdigkeiten

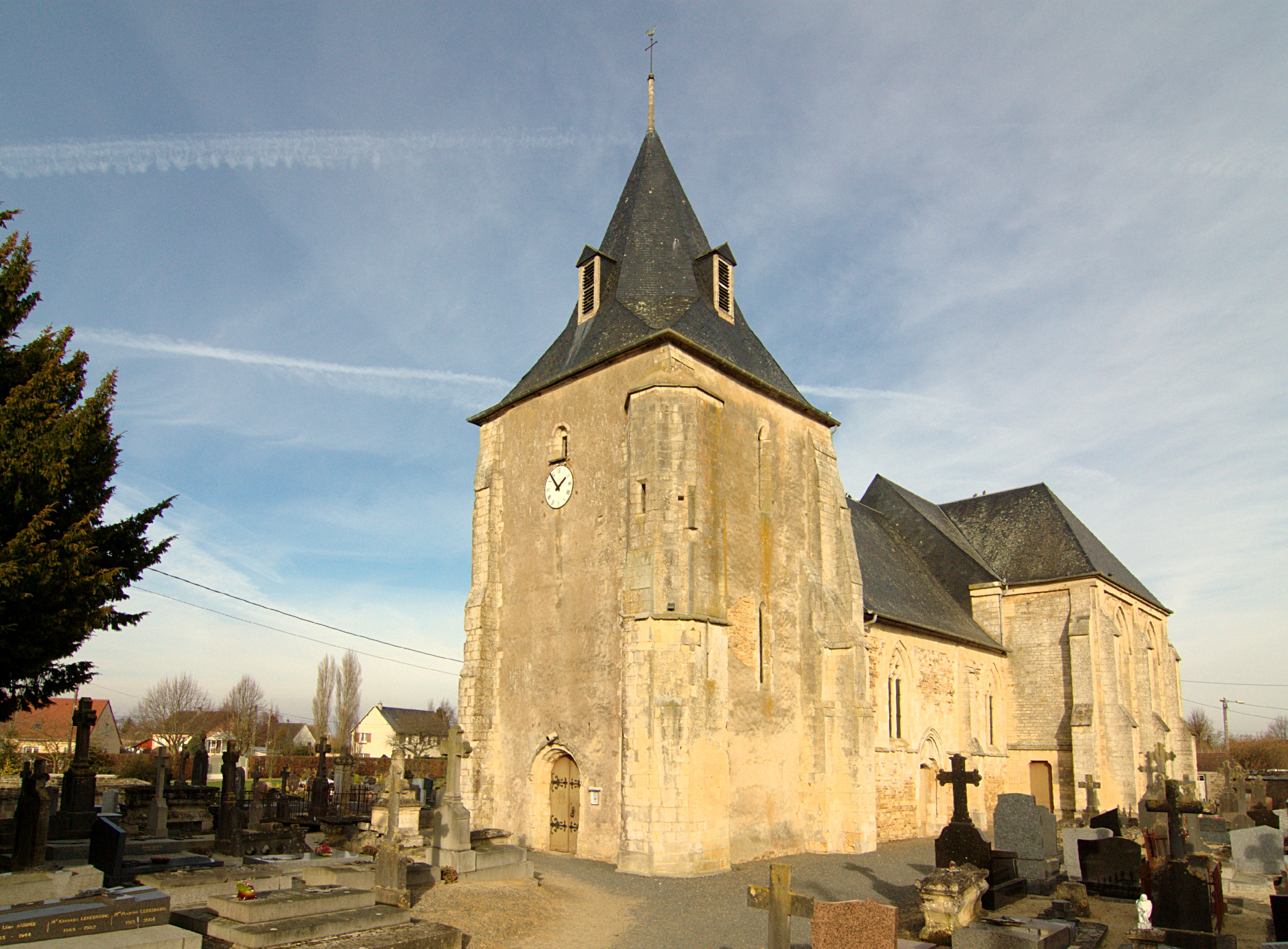
Kirche
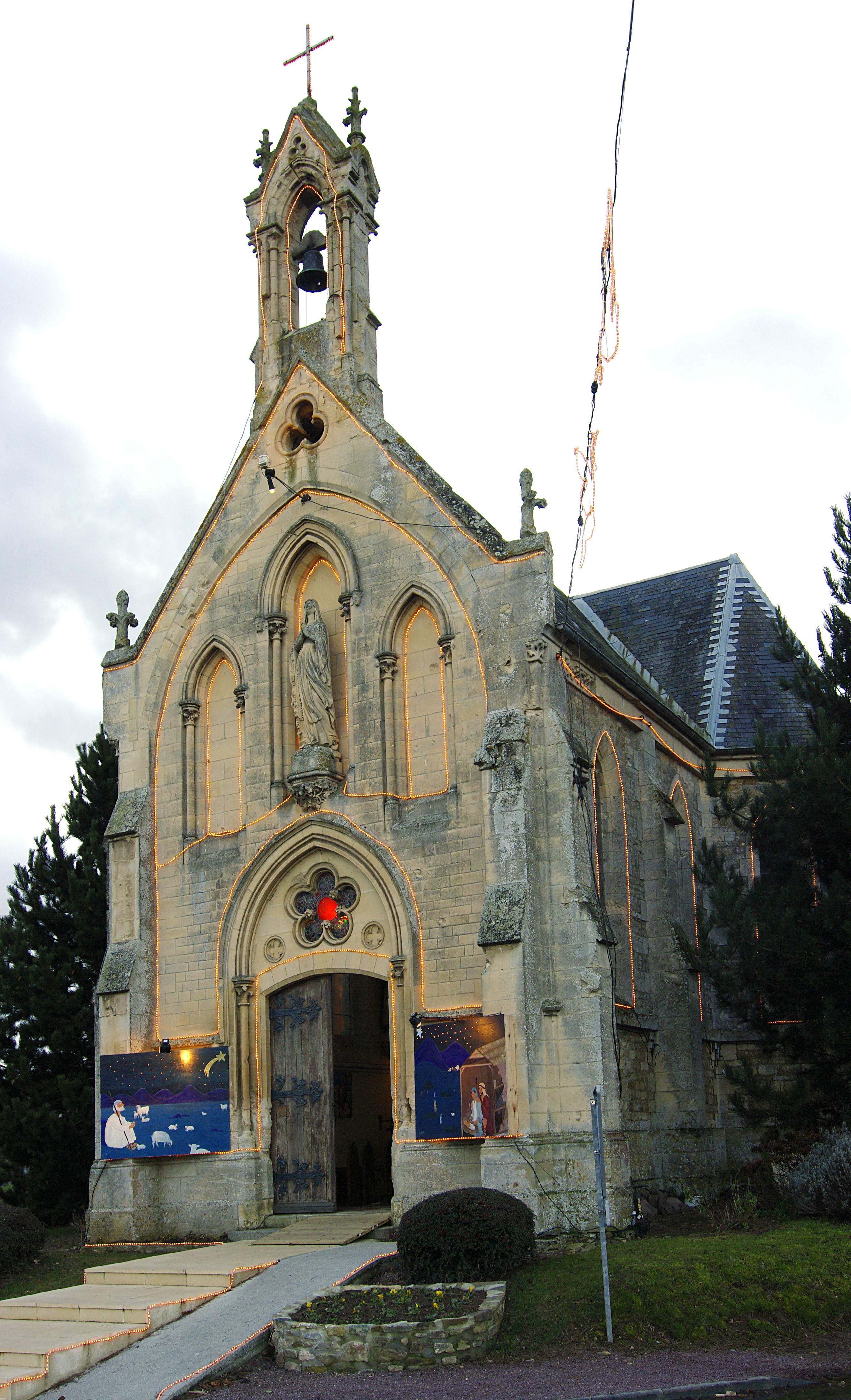
Kapelle La Jalousie
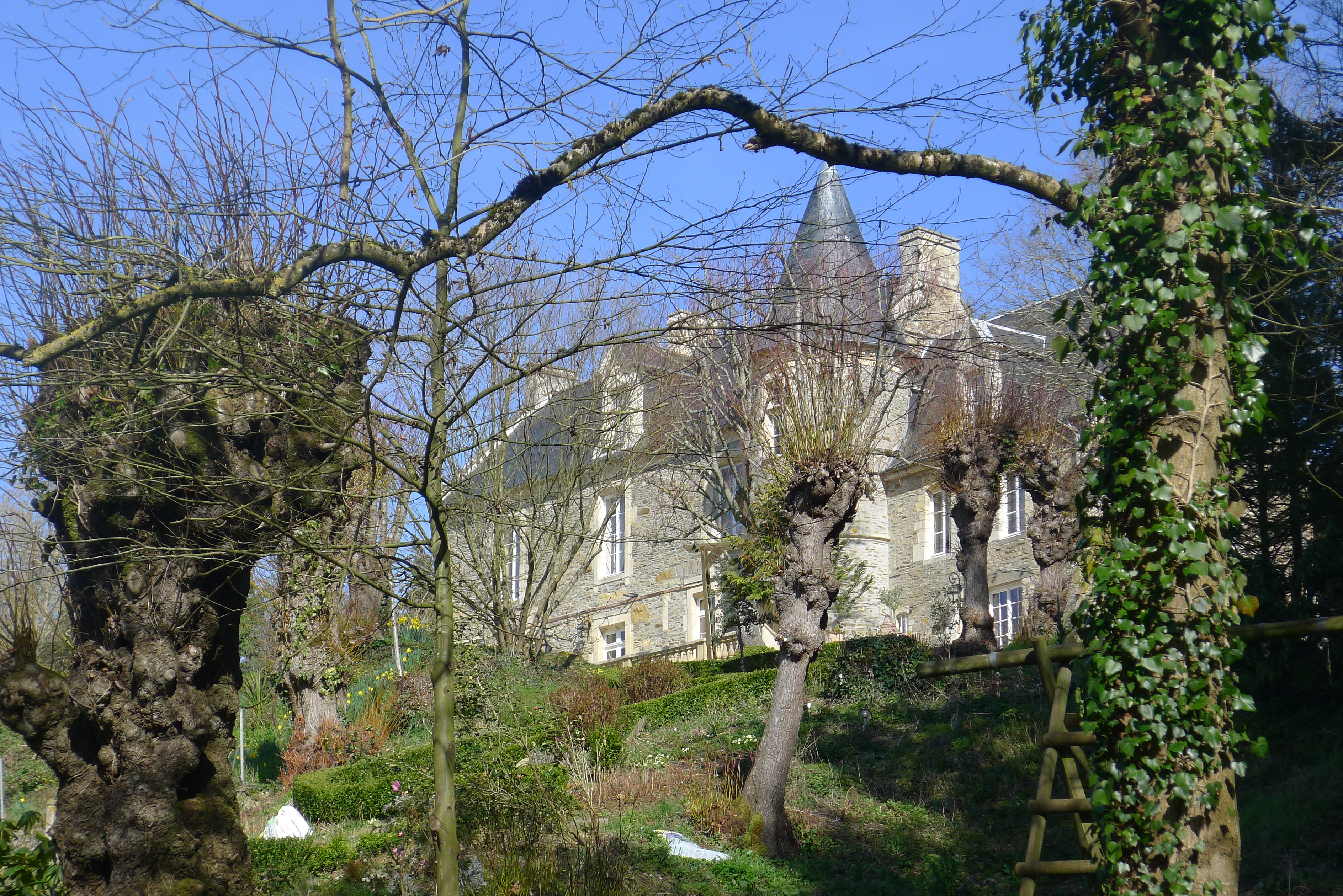
Herrenhaus Flagy
- Waschhäuser

- Kirche
- Kapelle La Jalousie
- Herrenhaus Flagy